# Crema (cosmética)

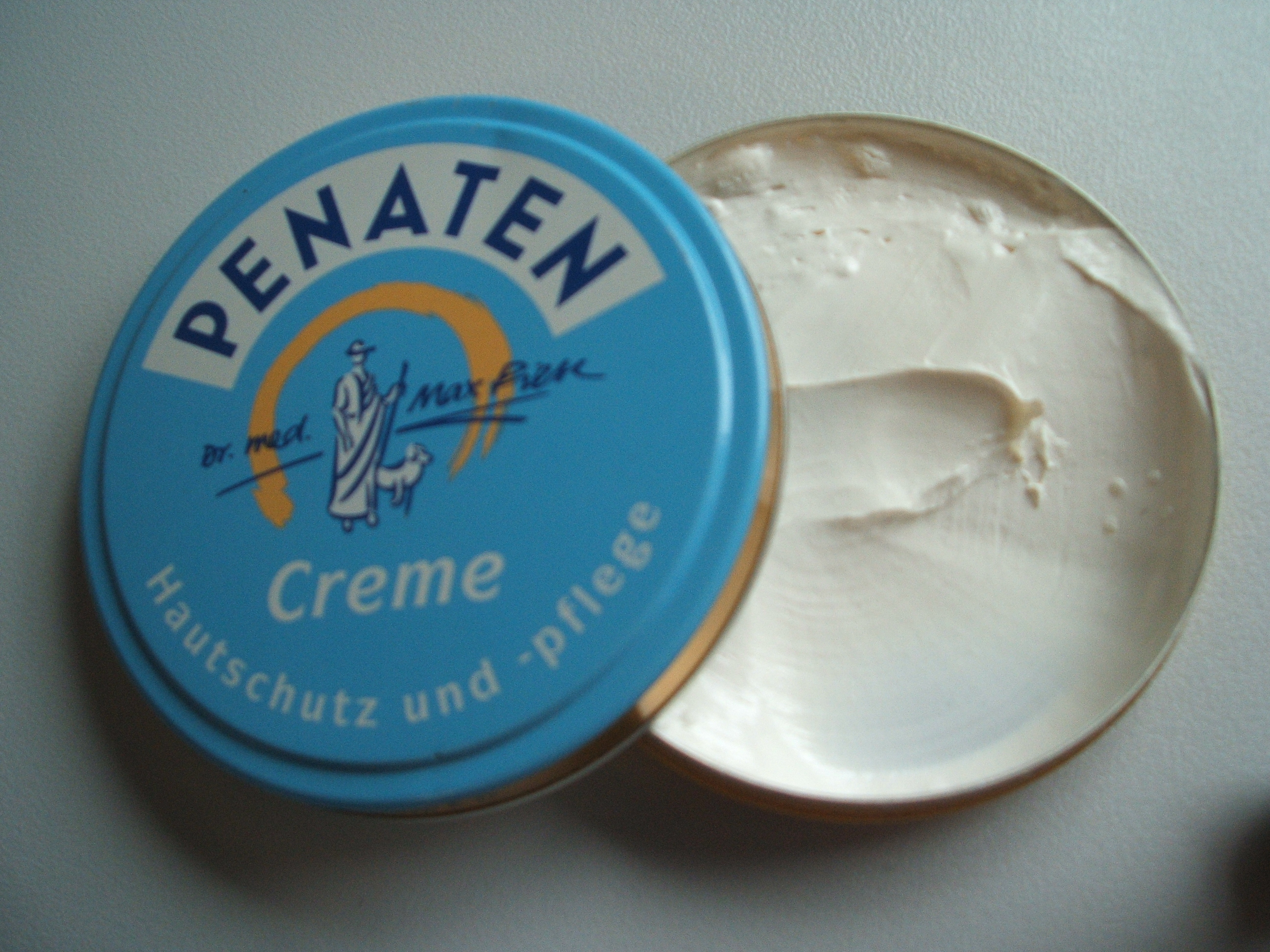
Crema Penaten

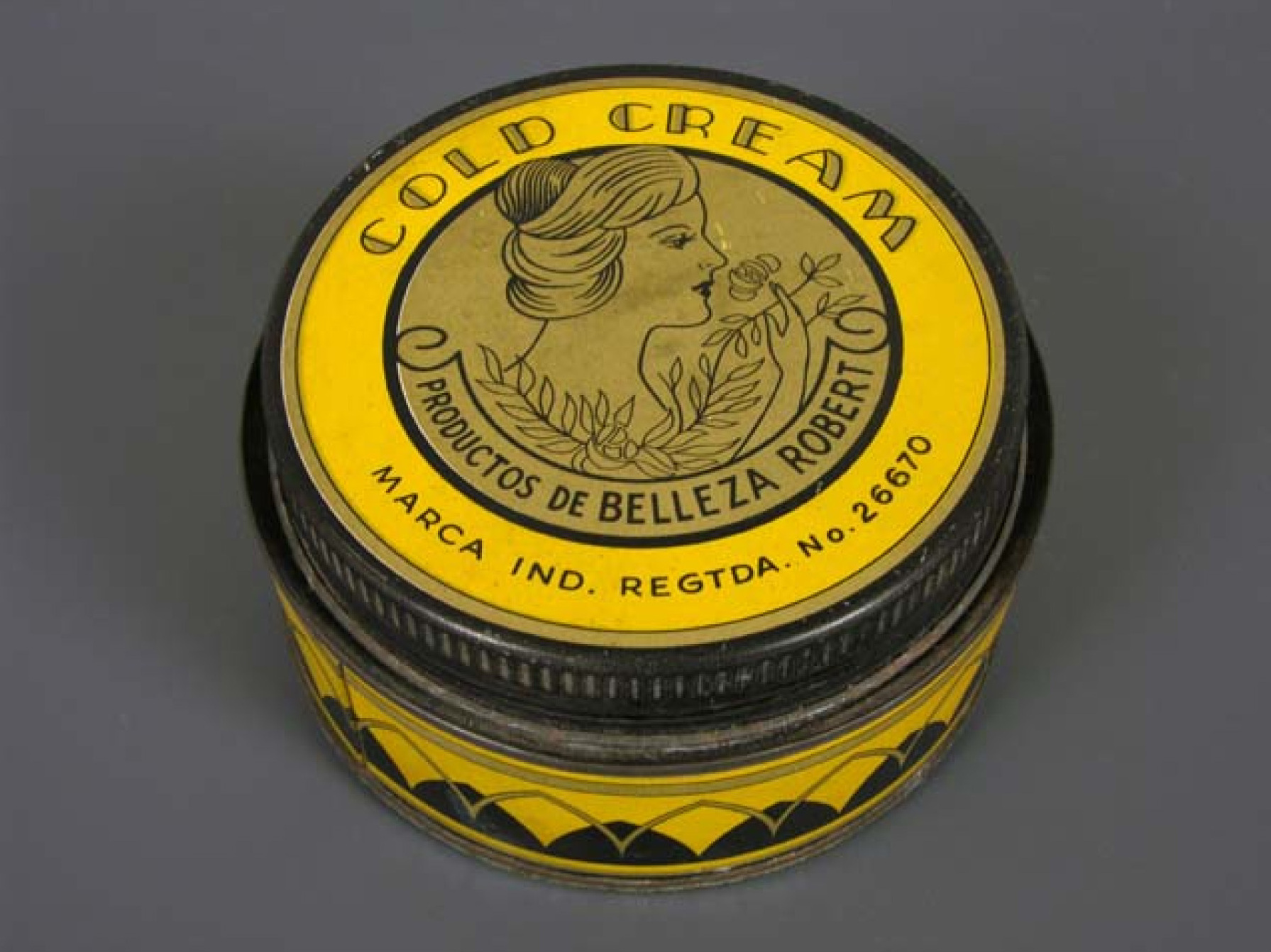
Tarro para crema fría de la primera mitad del siglo XX de la colección del Museo del Objeto.

En cosmética, una crema (también conocida como crema fría) es una emulsión de agua y ciertas grasas, que generalmente incluyen cera de abejas y varios agentes aromáticos, diseñada para suavizar la piel y eliminar el maquillaje. La crema fría es una emulsión de agua en aceite (emulsión de una pequeña cantidad de agua en una mayor cantidad de aceite), a diferencia de la emulsión de aceite en agua de las lociones o cremas evanescentes, llamadas así porque parecen desaparecer cuando se aplica sobre la piel. El nombre "crema fría" deriva de la sensación refrescante que deja la crema en la piel. Se han utilizado variaciones del producto durante casi 2000 años.
Las cremas se utilizan principalmente para el tratamiento de la piel (como mascarillas faciales o bálsamo labial), debido a sus propiedades humectantes. También se puede utilizar como crema de afeitar y como desmaquillante.

## Historia
La invención de la crema se atribuye a Galeno, un médico de la Grecia del siglo II. La formulación original incluía agua de rosas, cera de abejas y aceite de oliva o de almendras. La cera de abejas es esencial para una crema exitosa, ya que es el ingrediente emulsionante, pero es extremadamente ineficiente en comparación con los emulsionantes modernos. Las cremas hechas únicamente con cera de abejas requieren una mezcla extensa y pueden separarse al reposar. Por eso, además de la cera de abejas, posteriormente se agregaban pequeñas cantidades de bórax. El bórax saponifica los ácidos grasos de la cera de abejas y permite obtener una crema más estable, utilizando pequeñas cantidades de jabón creadas como agente emulsionante.
Este relato de 1857 cuenta que:

La fórmula moderna de la crema fría es, sin embargo, bastante diferente a la dada en las obras de Galeno, en cuanto a olor y calidad, aunque sustancialmente la misma: grasa y agua. En perfumería existen varios tipos de crema fría, que se distinguen por su olor, como el de alcanfor, almendra, violeta, rosas, etc.

En Francia, esta sustancia todavía se conoce como cérat de Galien (cera de Galeno). Una copia del London Dispensatory, editada por Nicholas Culpeper y publicada en el año 1650 incluía la siguiente fórmula para esta sustancia:

Tome cuatro onzas de cera blanca y una libra de aceite de rosas; derrítalo en un recipiente doble, luego viértalo en otro, poniendo gradualmente en agua fría y, a menudo, viértalo de un recipiente a otro, revolviéndolo hasta que esté blanco; por último lávelo en agua de rosas, añadiendo un poco de agua de rosas y vinagre de rosas.
Nicholas Culpeper (1650)London Dispensatory

## Formulación moderna
Casi todas las cremas modernas han reemplazado los aceites vegetales con aceite mineral y han añadido alcohol, glicerina y lanolina. A partir de la década de 1970, el aceite de jojoba se ha convertido en un ingrediente común, utilizado como sustituto del espermaceti de algunos cetáceos. Las marcas de crema más vendidas en los Estados Unidos incluyen Pond's y Noxzema.
A lo largo de los siglos, se han ido encontrando nuevos usos para el producto. Como elemento de tocador, la crema se utiliza para suavizar y refrescar la piel después de las quemaduras solares (como after-sun), como crema limpiadora, para aliviar la aspereza de la piel, etc.